# Lena Constante
Lena Constante, née le 18 juin 1909 à Bucarest et morte en novembre 2005, est une artiste, essayiste et mémorialiste roumaine. Elle est connue pour son travail en aquarelle, scénographie et en tapisserie.

## Biographie
Lena Constante est née à Bucarest le 18 juin 1909. Elle est la deuxième des trois filles de Constantin Constante, un journaliste et diplomate aroumain  immigré de Macédoine et d'une mère roumaine. La famille Constante quitte la ville pendant l'occupation allemande de la Première Guerre mondiale et Lena passe une grande partie de son enfance à Iaşi, Kherson, Odessa, Londres et Paris où la famille passera deux ans avant de retourner en Roumanie en 1920.

### Formation et début de carrière
Lena Constante étudie alors la sociologie et la peinture à l'Académie roumaine d'art de Bucarest.
Elevée dans une famille assez stricte, Lena Constante est très indépendante, elle s'intéresse aux mouvements d'avant-garde comme Unu et Critrion, participe aux soirées musicales et artistiques organisées par Mac Constantinescu et  noue des amitiés avec des intellectuels de l'époque, dont Harry Brauner, un ethno-musicologue renommé, qu'elle épousera en 1963, Mircea Vulcănescu, Petru Comarnescu, Henri H.Stahl, Mihail Sebastian et Paul Sterian.
En 1929, elle rejoint le projet de Dimitrie Gusti d'étudier l'art populaire roumain dans les zones rurales. Elle participe à la rédaction de monographies complètes sur la société roumaine traditionnelle. Ses visites dans divers villages lui font découvrir le folklore et l'art traditionnel, en particulier les icônes religieuses, qu'elle utilisa plus tard comme source d'inspiration dans son travail.
Lena Constante a sa première exposition en 1934, puis des expositions personnelles en 1935, et 1946. Sa dernière exposition, avant son arrestation a lieu à Ankara en Turquie, en 1947.
Après 1945, elle travaille comme marionnettiste au théâtre de marionnettes Țăndărică nouvellement fondé, avec Elena Pătrăşcanu, scénographe et épouse du Ministre de la Justice, Lucreţiu Pătrăşcanu. Elle y crée les décors de la première production du théâtre, Cu Țăndarică in Marile sudulu (Avec Țăndarică dans les mers du sud).

### Procès politique
En 1949, elle est arrêtée par le régime communiste pour appartenance au cercle d'amis du ministre Pătrăşcanu, d'abord pour une période de six mois, libérée, puis réincarcérée pendant 1541 jours dans diverses prisons de Bucarest (Malmaison ou les prisons du ministère de l'Intérieur). On lui fait subir la torture, physique et psychologique, notamment la privation de sommeil et la privation de nourriture, pour briser sa volonté. « Après douze jours, je signe quelque chose. Je ne sais même pas ce que j'ai signé. Mon cerveau ne fonctionne plus. Principes? Dignité? Conscience? J'étais juste un tas de viande ivre ... »
Après cinq ans d'un des procès staliniens les plus retentissants du nouveau pouvoir communiste en Roumanie, concernant un conflit entre le ministre de la justice Pătrăşcanu et le premier ministre Gheorghe Gheorghiu-Dej, Lena Constante est condamnée à 12 ans de prison, mais sera libérée au début de juillet 1962, ayant tout de même été privée de liberté durant près de douze ans, dont huit dans un isolement total. Pătrășcanu est condamné à mort et exécuté en 1954.
Après sa libération, elle travaille comme illustratrice et créatrice de poupées. Elle épouse Harry Brauner en 1963.
En 1968, elle est réhabilitée politiquement sous Nicolae Ceaușescu, ainsi que tous les condamnés de ce groupe, dont Harry Brauner fait partie, lui aussi.
Elle retrouve le droit de signer et d'exposer. Ses créations. d'anciens tissus paysans, intégrés dans de grands ensembles et d'une composition particulière, ont un succès extraordinaire, tant dans le pays qu'à l'étranger, et lui attirent de nouveaux conflits avec le pouvoir communiste.

### La tapisserie
Lena Constante tisse d'abord des tapis avec des motifs stylisés populaires dans son propre atelier. Son statut de prisonnière politique, même blanchie, ne lui permettant plus de peindre, elle se consacre à la tapisserie, utilisant des matériaux folkloriques authentiques, faisant des collages à partir de tissus récupérés. Pendant 10 ans, elle collectionne de vieilles chemises traditionnelles roumaines, morceaux de costumes folkloriques ou broderies paysannes, qu'elle incorpore dans ses tapisseries et ses collages. Ces étoffes retrouvent ainsi de nouvelles valeurs esthétiques, tout en conservant leur authenticité. Avec ces tapisseries, très appréciées des critiques d'art roumains et étrangers, elle participe à plusieurs expositions en Roumanie et à l'étranger de 1973 à 2005. Pour ces œuvres d'art, Lena Constante sera, à nouveau, traduite en justice en 1974 sous l'accusation de «destruction du patrimoine culturel»,.

### L'écriture
Durant sa détention, elle imagine huit pièces pour enfants, sans pouvoir les mettre par écrit n'ayant accès ni au papier ni au crayon. Après sa libération, elle parvient à en reconstituer trois : Păpuşile harnice (1972), Păpuşile harnice în grădiniţă (1975), O poveste cu un tată, o mamă şi trei fetiţe (1995),.
De 1977 à 1984,, elle rédige  - en français- son expérience de la prison. Il faudra encore attendre la chute du régime communiste de Roumanie, en 1989 pour qu'elle décide de le faire publier en France. En 1990, l'éditeur parisien La Découverte publie L'Évasion silencieuse: Trois mille jours, seule, dans les prisons roumaines, qui raconte les trois mille premiers jours de sa détention politique. Elle traduit L'Évasion silencieuse avec quelques modifications en roumain. Il est publié à Bucarest par Humanitas, sous le titre Evadarea Tăcută: 3000 de zile singură în închisorile din România. Un an plus tard paraît la suite, écrite en roumain, Evadarea Imposibilă: Pentinenciarual politic de femei Miercurea-Ciuc 1957–1961 (Evasion impossible : Pénitencier politique pour femmes de Miercurea-Ciuc, 1957-1961) à Bucarest, publié par Fundația Culturală Română.

« 'extraordinaire de ce livre, c'est qu'il n'est pas le récit d'une détention, mais celui d'une évasion. Une évasion silencieuse, dans la tête, nourrie de poésie, de littérature et d'une farouche détermination. Face aux enquêteurs et aux garde-chiourme qui veulent la briser, elle conservera toujours sa dignité. C'est cette volonté de vivre, cette invraisemblable faculté de créer de vastes mondes imaginaires dans cet univers rétréci, qui rendent la lecture de ce texte, plus roman que témoignage, si prenante. »

— https://www.cultura.com/l-evasion-silencieuse-trois-mille-jours-seule-dans-les-prisons-roumaines-tea-9782348013102.html
En 1997, le réalisateur Thomas Ciulei lui dédie un impressionnant documentaire, Nebunia Capetelor, La folie des têtes, qui raconte la façon dont Lena Constante a réussi à survivre à ses longues années en isolement. Sans rien à faire ni personne à qui parler, elle a fait appel à ses ressources intérieures, développe des systèmes pour mesurer le temps ou pour communiquer avec les autres détenues mais surtout elle imagine des techniques pour ne pas oublier.

### Famille
Lena Constante est la femme du musicologue Harry Brauner (en) et la belle-sœur du peintre Victor Brauner et du photographe Theodore Brauner

## Œuvres
- (ro)Păpușile harnice (Poupées travailleuses), Bucarest, 1972.
- (ro)Păpușile harnice în grădiniță (poupées travailleuses à l'école maternelle), Bucarest, 1975.
- L'Évasion silencieuse: Trois mille jours, seule, dans les prisons roumaines, Paris, La Découverte, 1990  (ISBN 2707119601)
- (ro)Evadarea Tăcută: 3000 de zile singură în închisorile din România, Bucarest, Humanitas, 1992
- (ro)Evadarea Imposibilă: Pentinenciarual politic de femei Miercurea-Ciuc 1957–1961 (Evasion impossible : Pénitencier politique pour femmes de Miercurea-Ciuc, 1957-1961), Bucarest, Fundația Culturală Română, 1993.
- (ro)O poveste cu un tată, o mamă și trei fetițe (Une histoire avec un papa, une maman et trois fillettes), Bucarest, 1995.
- (ro)Religie, politica si statul de drepentru secventele unei acodomari, Bucarest, Humanitas, 2011  (ISBN 978-9735039424)
- Anne-Marie Chapouton et Lena Constante, Poupées, poupées qui passez, Editions Grandir, 1983/

## Distinctions
En décembre 1999, elle a reçu le prix «Un destin extraordinaire dans la culture roumaine» de la Fondation culturelle roumaine,.